# Ágyás
Az ágyás kertészeti fogalom, jelentése egy felásott, általában téglalap alakú földterület, amibe a kertész a magokat, palántákat ülteti. Egy ágyás előkészítése általában a föld feltörésével kezdődik, azaz a földet ásóval fel kell ásni. A talaj típusától függően ezután kapával, gereblyével a rögöket minél apróbbra kell törni, ez főleg magvetésnél fontos. 
A házikertekben leginkább virágágyásokhoz használják, ahogy kertészetekben is. Egy átlagos ágyás mérete 1-1,5 méter széles és több méter hosszú.
Az ágyásokban többféle módon lehet növényt termeszteni. Létezik monokultúrás növénytermesztés, ilyenkor egyféle magot/növényt vetnek egy ágyásba. Többkultúrás növénytermesztésről akkor beszélünk, mikor egy ágyásba többféle magot vetnek. Az egymás mellé vetett növények jó esetben kiegészítik egymást, például a szamóca közé ültetett hagymafélék megóvják a szamóca gyökérzetét és termését a penésztől.
Az ágyásoknál fontos szempont a növények tápanyagigénye. Érdemes utánanézni, hogy az egyes növények milyen tápanyagokat igényelnek, és ennek megfelelően trágyázni. Egyes növényeknek magas a tápanyagigénye, ezeket nem jó egymás után egy ágyásba ültetni. A vetésforgós földművelés lényege, hogy figyelembe veszi a föld regenerálódását, és olyan növényeket ültet az egymást követő években, amelyeknek tápanyagigénye és az utánuk maradó növénymaradványok kiegészítik egymást.
Bár a legtöbb ágyás téglalap alakú, lehet kör alakú ágyásokat is telepíteni. Mind a téglalap, mind a kör alakú ágyások kiemelkedhetnek a síkból, egyfajta dombokat alkotva, például krumplit vagy spárgát szoktak így termeszteni.

## Ágyásfajták

### Szabadföldi ágyás
A szabadföldi ágy, egy jól körüljárható könnyen megművelhető és kezelhető ágyásféle. Zöldségtermesztésben nagymennyiségű termesztésnél használatos szabad földön. A városokban a parkok virágágyai is ilyenek. Ezt az ágyástípust olyan növényeknél alkalmazzuk amelyeknek nagy a kézimunka igénye, ezért sokat kell közéjük menni. Az ágyások közötti gyalogutak egyszerűbb esetben letaposott földutak, de modernebb és nagyobb termelő értékkel bíró helyeken, és városokban a díszágyások között akár beton, vagy térkő járdák is lehetnek.

### Hideg ágyás
Ez az ágyásféle hasonló a szabadföldi ágyáshoz, de fóliával vagy üveggel fedett. Palántanevelésre, vagy időjárásra érzéken növények termesztésénél alkalmazzuk. Egyszerűbb formája amikor csak az ágyást körülölelő keretet fedjük ablakszerűen. Komolyabb formája mikor üvegházban, vagy fóliaházban alakítjuk ki.

### Meleg ágyás
A meleg ágyás valójában nem más mint egy vastag trágyaréteg beszórva valamennyi földdel. A melegágy trágyakeveréke attól függ milyen időtartamra igényli a meleget a rajta termeszteni kívánt növénykultúra. A lótrágya hirtelen ad sok meleget. Ezért ezt tél vége felé alkalmazták. A marhatrágya lassan ad kevesebb meleget, de huzamosabb ideig. A ló és szarvasmarha trágya keverékét annak megfelelően keverték be hogy több meleg kellett hirtelen, vagy kevesebb meleg hosszabb távon.
Ha kevés a szerves trágya a melegágy alá, akkor pótolható szalmával, és műtrágyával. A melegágy minden esetben fedhető az éjjeli lehűlés megakadályozására.

### Fűtött ágyás
Egyszerűbb régi formája egy fekvőkémény betakarva termőfölddel. Ekkor a fekvő és álló kémény aránya 1:3 ventilátor nélküli kivitelben. Modernebb változatai hasonlóak a padlófűtéshez. Az ágyás alatti rész csövekben áramló melegvízzel van felfűtve. A fűtött ágyás mindig fedett. Legtöbbször épületben van, és időnként még az ágyást külön is fedik.